# Chan Chak
Chan Chak (xinès: 陳策) fou un almirall xinès, conegut com a l'”almirall d'una sola cama”, nascut el 1895 a la ciutat de Wenchang, província de Hainan i mort l'any 1949 a Canton. De família pobre, era fill de Chan Hiu Shan (陳曉山) i Ng Lin (吳蓮). Va viure a Singapur però va tornar als pocs anys a la seva terra. Va poder cursar estudis primaris i fins i tot secundaris. El 1911 va incorporar-se al grup revolucionari republicà Tongmenhui.
L'any 1938 el govern del Kuomintang va acordar la col·laboració amb el servei d'intel·ligència de Hong Kong per vigilar els agents japonesos. Chank efectuava la seva tasca com a corredor de Borsa, amb el nom de Wah Kee. Amb l'ocupació japonesa de Hong Kong, protagonitzà una èpica fugida amb llanxes amb 60 persones (britànics, xinesos i danesos); amagats en territori enemic i guiats per la guerrilla comunista van poder arribar a Birmània l'any 1942. Fou alcalde de Canton i nomenat cavaller pels britànics.